# La Chapelle-d'Aunainville
La Chapelle-d'Aunainville és un municipi francès, situat al departament de l'Eure i Loir i a la regió de Centre – Vall del Loira. L'any 2007 tenia 247 habitants.

## Demografia

### Població
El 2007 la població de fet de La Chapelle-d'Aunainville era de 247 persones. Hi havia 86 famílies, de les quals 12 eren unipersonals (8 homes vivint sols i 4 dones vivint soles), 23 parelles sense fills, 43 parelles amb fills i 8 famílies monoparentals amb fills.
La població ha evolucionat segons el següent gràfic:
Habitants censats

### Habitatges
El 2007 hi havia 104 habitatges, 92 eren l'habitatge principal de la família, 8 eren segones residències i 4 estaven desocupats. 103 eren cases i 1 era un apartament. Dels 92 habitatges principals, 87 estaven ocupats pels seus propietaris, 4 estaven llogats i ocupats pels llogaters i 1 estava cedit a títol gratuït; 1 tenia dues cambres, 18 en tenien tres, 21 en tenien quatre i 52 en tenien cinc o més. 89 habitatges disposaven pel capbaix d'una plaça de pàrquing. A 29 habitatges hi havia un automòbil i a 60 n'hi havia dos o més.

### Piràmide de població
La piràmide de població per edats i sexe el 2009 era:
| Homes | Edats   | Dones |
| ----- | ------- | ----- |
| 0     | 95 o +  | 0     |
| 0     | 90 a 94 | 0     |
| 0     | 85 a 89 | 0     |
| 0     | 80 a 84 | 0     |
| 4     | 75 a 79 | 0     |
| 4     | 70 a 74 | 16    |
| 4     | 65 a 69 | 0     |
| 0     | 60 a 64 | 4     |
| 0     | 55 a 59 | 0     |
| 16    | 50 a 54 | 4     |
| 16    | 45 a 49 | 8     |
| 12    | 40 a 44 | 24    |
| 16    | 35 a 39 | 4     |
| 8     | 30 a 34 | 28    |
| 0     | 25 a 29 | 4     |
| 12    | 20 a 24 | 8     |
| 4     | 15 a 19 | 8     |
| 16    | 10 a 14 | 16    |
| 24    | 5 a 9   | 8     |
| 4     | 0 a 4   | 12    |

## Economia
El 2007 la població en edat de treballar era de 157 persones, 131 eren actives i 26 eren inactives. De les 131 persones actives 119 estaven ocupades (61 homes i 58 dones) i 13 estaven aturades (6 homes i 7 dones). De les 26 persones inactives 6 estaven jubilades, 12 estaven estudiant i 8 estaven classificades com a «altres inactius».

### Ingressos
El 2009 a La Chapelle-d'Aunainville hi havia 101 unitats fiscals que integraven 284,5 persones, la mediana anual d'ingressos fiscals per persona era de 19.865 €.

### Activitats econòmiques
Dels 11 establiments que hi havia el 2007, 3 eren d'empreses de construcció, 4 d'empreses de comerç i reparació d'automòbils, 1 d'una empresa d'informació i comunicació i 3 d'empreses de serveis.
Dels 3 establiments de servei als particulars que hi havia el 2009, 1 era un taller de reparació d'automòbils i de material agrícola i 2 lampisteries.
L'any 2000 a La Chapelle-d'Aunainville hi havia 9 explotacions agrícoles.

## Poblacions més properes
El següent diagrama mostra les poblacions més properes.